# 馬存亮
马存亮（?—?），為唐代太監，字季明，河中府河东（今山西省永济市）人。
唐德宗时受阉，侍奉后宫。建中四年四月，随德宗逃到奉天。元和年间，累擢左神策军副使、左监门卫将军，知内侍省事，进左神策中尉。神策军所籍凡十余万人，马存亮料柬尤精，伍无罢士，部无冗员。吐突承璀監軍淮南，馬存亮接任左神策中尉。最初唐穆宗怀恨吐突承璀不附己，杀之。敬宗即位，马存亮為吐突承璀昭雪，并让其养子吐突士晔安葬。
长庆四年（824年）四月，染署工张韶与卜者苏玄明友善，苏玄明通过张韶入宫生变，唐敬宗击球于清思殿，大惊，逃到左神策军衙。在马存亮的率领下，平定作乱。射死张韶、苏玄明。唐敬宗赐马存亮实封户二百，右神策中尉梁守谦进开府仪同三司。马存亮以一时功最高，求监淮南军。还京，为内飞龙使。唐文宗大和年间，在宰相宋申锡被宦官王守澄陷害时，阻止神策军屠灭宋申锡一家。宋申锡案以宋申锡被贬告终后，马存亮担心王守澄报复，以右领军卫上将军致仕，封岐国公，去世后赠扬州大都督。
马存亮事奉唐德宗、唐顺宗、唐宪宗、唐穆宗、唐敬宗、唐文宗六朝，為六朝元老，唐朝宦官称之为忠谨，只有马存亮、西门季玄、严遵美三人。

## 延伸阅读
[在维基数据编辑]
 《新唐書·卷207》，出自《新唐書》